# أنطونيو خوان دي بيلدوسولا
وُلد أنطونيو خوان دي بيلدوسولا إي ميير عام 1829 في مدينة بيلباو. تلقى تعليمه الأولي في كلية سان إغناسيو دي لويولا، حتى طرد اليسوعيين عام 1840. ثم تابع دراسته في مؤسسة تعليمية فرنسية، حيث تميز في النطق باللغة الفرنسية والموسيقى. واصل دراسة الفلسفة لمدة ثلاث سنوات في كلية الإنسانيات في بيلباو التابعة لجامعة بلد الوليد بين عامي 1841 و1845. وبعدها، تابع في نفس المركز دراسة القانون، وحصل في 28 سبتمبر 1849 على شهادة البكالوريوس من جامعة بلد الوليد، وأكمل دراسته لاحقًا في مدريد وفرنسا.
في 23 نوفمبر 1855، تقدم بطلب للحصول على منصب ملحق دبلوماسي في فيينا. وعلى الرغم من تعيينه رسميًا كملحق دبلوماسي إضافي دون راتب في كل من برن وفرانكفورت بتاريخ 15 ديسمبر 1855، إلا أنه لم يباشر مهامه. في عام 1856، تزوج من ابنة بيدرو دي لا أوز، مدير صحيفة لا إسبيرانثا الكارلية.
كان ينتمي إلى التيار التقليدي، وعمل كاتبًا في صحيفة لا إسبيرانثا، لكنه تركها لاحقًا بسبب خلافات مع بيدرو دي لا أوز، بحسب المؤرخ أنطونيو دي بالبوينا. شغل بعدها منصب مدير لعدة صحف منها لا ريخينيراثيون (1860)، وألثار إي ترونو (1869)، ولا في (1875). كما كتب أيضًا في صحيفتي لا إلوستراسيون كاتوليكا وإل كوريو إسبانيول.
قام بترجمة كتاب حياة سيدنا يسوع المسيح من تأليف الفرنسي لويس فيويّو. وحُكم عليه بالسجن ثلاثة أشهر بسبب تشكيكه في شرعية الملكة إيزابيل الثانية. بعد ثورة 1868، نشر ثلاثة كتيبات تتناول الأحداث السياسية الجارية، وهي: الحل الإسباني في الملك وفي القانون (1868)، المظاهر والواقع في الاندماج الملكي (1869)، وعلى ضوء الحريق: آخر المتاريس في باريس وأولى الاستعادات في أوروبا (1871)، تناول فيه كومونة باريس، واعتبرها نتيجة نهائية لليبرالية.
سياسيًا، كان عضوًا في "اللجنة المركزية الكاثوليكية-الملكية"، وفاز بمقعد نائب في الكورتيس عن بيلباو عام 1869، وعن غيرنيكا عامي 1871 وأبريل 1872. وأثناء التصويت على تنصيب أمديو دي سافويا ملكًا على إسبانيا، هدّد في البرلمان بمقاومته «بكل الوسائل». وبعد اندلاع الحرب الكارلية الثالثة، اعتقله النظام رغم تمتعه بالحصانة كنائب منتخب، لكنه أُفرج عنه لاحقًا وتمكن من التوجه إلى الشمال حيث كانت المناطق خاضعة لسيطرة الكارليين.
بعد الحرب، دخل في صراع علني أثناء إدارته لصحيفة لا في مع مديري صحيفة إل سيغلو فوتورو، كانديدو ورامون نوسيدال، اللذَين كانا يدعوان إلى نهج أكثر تشددًا داخل التيار الكارلي. توفي في بيلباو يوم 31 ديسمبر عام 1893.